# Roger Dafflon
 (mai 2024).
Si vous disposez d'ouvrages ou d'articles de référence ou si vous connaissez des sites web de qualité traitant du thème abordé ici, merci de compléter l'article en donnant les références utiles à sa vérifiabilité et en les liant à la section « Notes et références ».
Roger Dafflon, né le 2 décembre 1914 à Genève et mort le 26 mars 1996, est une personnalité politique genevoise, membre du Parti suisse du travail.

## Biographie
Issu d'une famille ouvrière, Roger Dafflon s’engage en 1932 dans les Jeunesses socialistes puis au parti socialiste genevois en 1935. Contraint à la clandestinité durant la Seconde Guerre mondiale en raison de l’interdiction des mouvements communistes, il prend part ensuite à la création du Parti suisse du travail en 1944. Il devient député au Grand conseil genevois en 1945 (il y restera jusqu'en 1977), puis conseiller national en 1967 (il le restera jusqu'en 1984 lorsqu'il quitte son siège au profit d’Armand Magnin). 
En 1970, à la faveur d’une élection complémentaire, il devient Conseiller administratif (exécutif) de Genève. En vertu du principe de rotation, il aurait dû devenir maire de Genève dès le début des années 1970. Toutefois, ses adversaires politiques de droite s’opposent à sa nomination. Ils changent d'attitude en 1979 à la suite de sa nette réélection.  Il devient alors le premier maire communiste de Genève (1979-1980) puis occupera une seconde fois ce poste (1984-1985). Il quitte le Conseil administratif en 1987.
L’ouverture des archives soviétiques fera apparaître en 1992 le nom de Roger Dafflon, longtemps membre du comité directeur du Parti suisse du travail, sur des reçus pour l’aide financière apportée par le PCUS au Parti suisse du travail.
Roger Dafflon est l'un des fondateurs de l'Avivo (Organisation de défense des vieillards, invalides, veuves et orphelins) à Genève en 1948 et en est le président central au niveau suisse de 1959 à 1993.